# ソリッド・ゴールド・キャデラック
ソリッド・ゴールド・キャデラック（Solid Gold Cadillac）は、1970年代初頭に結成されたブリティッシュ・ジャズ・ロック・グループ。バンドは、ロイ・バビントン（ベース）、マイク・ウェストブルック（エレクトリック・ピアノ）、フィ・トレンチ（ピアノ、オルガン）、クリス・スペディング（ギター）、ブライアン・ゴディング（ギター）、リック・モルコム（ギター）、マルコム・グリフィス（トロンボーン）、フィル・ミントン（リードボーカル、トランペット）、ジョージ・カーン（サックス、フルート）、ブッチ・ポッター（ベース）、アラン・ジャクソン（ドラム）らをフィーチャーしていた。
バンドはRCAレコードから2枚のアルバムをリリースした。『ソリッド・ゴールド・キャデラック』（1972年）と『Brain Damage』（1973年）で、1999年にCDで一緒に再リリースされた。

## ディスコグラフィ

### スタジオ・アルバム
- 『ソリッド・ゴールド・キャデラック』 - Solid Gold Cadillac (1972年、RCA) ※日本盤ではマイク・ウェストブルック名義
- Brain Damage (1973年、RCA)